# Палата земель ГДР
Палата земель (нем. Länderkammer) — верхняя палата парламента ГДР в 1949—1958 годах.

## Состав
Согласно Конституции ГДР 1949 года, в Палате земель заседали представители каждой из 5 земель, входивших в состав ГДР (Мекленбург, Бранденбург, Саксония, Саксония-Анхальт и Тюрингия), Восточный Берлин был представлен делегатами с правом совещательного голоса. При этом каждые 500 000 жителей земли должны были быть представлены одним депутатом Палаты земель, но каждая земля должна была быть представлена, как минимум, одним депутатом.
С 8 Ноября 1950 года, в соответствии с законом о составе Палаты земель Германской Демократической Республики, состояла из 50 депутатов палаты земель (Abgeordneten der Länderkammer), а именно 13 — от Саксонии, 11 — от Саксонии-Анхальт, 10 — от Тюрингии, 9 — от Бранденбурга, 7 — от Мекленбурга. Столица ГДР — Берлин — направляла в Палату земель 13 делегатов с правом только совещательного голоса из-за четырёхстороннего статуса Берлина.

## Избрание
Формировалась ландтагами пропорционально размеру фракций на срок полномочий ландтага, при этом депутаты Палаты Земель должны были быть членами избравших их ландтагов. Палата земель утверждала законопроекты, принятые Народной палатой и могла их отклонить (на практике этого ни разу не произошло). В 1952 году земли ГДР были упразднены и заменены округами. В 1954 году депутаты были избраны совместно бециркстагами каждой из земель, а в 1958 году — бециркстагами каждого из округов порознь. Этот последний состав Палаты 8 декабря 1958 года утвердил закон о её упразднении.

## Женская квота
Из 63 депутатов в Палате Земель 19 - были женщинами, в Палате земель второго созыва - 11, в Палате земель третьего созыва - 8, во Временной палате земель - 6 (из 41).

## Резиденция
Резиденция Палаты земель располагалась в Лангенбек-Вирхов-Хаусе.

## Председатель Палаты земель
Для ведения своих заседаний Палата земель избирала своего председателя (Präsident der Länderkammer), а для его замещения —   четырёх его заместителей (Vizepräsidenten der Länderkammer).

## Секретариат Палаты земель
Материально-техническое обеспечение осуществлял Секретариат Палаты земель (Sekretariat des Länderkammer).

## Список председателей Палаты земель
- Рейнгольд Лобеданц (ХДС) 1949—1955
- Август Бах (ХДС) 1955—1958

## Список заместителей Председателя Палаты земель
От СЕПГ
- Отто Бухвиц (1949-1950)
- Август Фрёлих (1950-1958)

От ЛДП
- Курт Шварце (1949-1950)
- Эрих Хагемейер (1950-1954)
- Карл Мюльман (1954-1958)
- Макс Зурбир (1958)

От НДПГ
- Ханс Лутардт (1950-1958)

От ДКП
- Дитрих Беслер (1950-1954)
- Альберт Рёдигер (1954-1958)